# Grijze Silo
De Grijze Silo in Deventer is een betonnen silo die in 1961 is gebouwd middels glijbekisting. De totale hoogte is 51 meter. De inhoud van de silo bedraagt 3500 ton en is verdeeld over 32 cellen. Vrachtwagens kunnen onder de silo rijden. Het elevatorgebouw aan de waterkant hoort bij het ensemble van de grijze en Zwarte Silo. De grijze silo is in het bestemmingsplan aangeduid als 'karakteristiek' met als doel behoud en herstel van cultuurhistorisch waardevolle panden.

## Geschiedenis
De op- en overslagactiviteiten aan de Zuiderzeestraat in Deventer zijn gestart toen in 1923 de Zwarte Silo werd gebouwd voor de firma A.J. Lammers. De architect van deze silo was M. van Harte. In de jaren 1950 was Deventer de vierde doorvoerhaven van Nederland, vanwege de gunstige ligging tussen landbouwgebieden. In 1959 besloot de toenmalige eigenaar 'Coöperatieve Op- en overslag Deventer en Omstreken' (CODO) het groter aan te pakken en in 1961 werd de Grijze Silo gebouwd. Het ontwerp was van het 'Centraal Bureau van de Nationale Coöperatieve Aan- en Verkoopvereniging voor de Landbouw'. In de Grijze Silo werd veevoeder opgeslagen, maar ook graan en meel.
Na verloop van tijd werd ook tapioca opgeslagen, een zeer stoffig product. Met de groei van het milieubesef in de jaren 1960 en 1970 moest de CODO een afzuiginstallatie plaatsen. De buurt had tot dan toe bij het overslaan van tapioca veel overlast van het fijne stof. De silo werd aanvankelijk gevuld met een 60-tons-Hartmannzuiger en na 1975 door een kraan met een capaciteit van 100 ton per uur. Begin jaren 1980 werd 160.000 ton per jaar overgeslagen. Door veranderingen in de markt slonken de hoeveelheden vanaf begin jaren 1990. In de jaren 70 veranderde de naam van CODO in de Corporatie Deventer Lochem (CDL) en werd For Farmers de exploitant van de silo. In ongeveer 2000 raakte de silo in onbruik.
De Grijze Silo vormt een baken voor Deventer, hij is deel van het Deventer stadssilhouet. De silo was lang van een groene neonreclame voorzien met de naam CODO, deze was na het vallen van de duisternis van verre te zien.